# Osama (Film)
Osama ist ein Autorenfilm von Siddiq Barmak, der Regie führte und das Buch geschrieben hatte, aus dem Jahr 2003 über die Lebensbedingungen von Frauen in Afghanistan vor 2002. Sein Kinostart in Deutschland war am 15. Januar 2004.
Osama ist der erste Spielfilm, der nach dem Ende der ersten Taliban-Herrschaft in Afghanistan gedreht wurde. Alle Darsteller sind Laien. 

## Handlung
Der Film beginnt mit der Sicht eines Fremden in die Straßen Kabuls etwa um 1998. Es kommt dort zu einer mit Waffengewalt unterdrückten Frauendemonstration.
In Afghanistan haben nach der Machtübernahme durch die Taliban tausende Witwen und alleinstehende Frauen fast keine gesellschaftlich/religiös akzeptierte Möglichkeit zum Broterwerb mehr, denn sie dürfen nicht ohne die Begleitung männlicher Verwandter das Haus verlassen, was ihnen Berufstätigkeit praktisch unmöglich macht. Außerdem gibt es rigide Bekleidungs- und viele weitere Verhaltensvorschriften, deren Einhaltung durch die Taliban mit Gewalt überwacht wird.
Die Mutter der 12-jährigen Hauptdarstellerin steht als Krankenschwester, die nicht mehr arbeiten darf, vor diesen Problemen. Auf Anraten der Großmutter wird die Tochter als Sohn verkleidet. Mutter und Großmutter sehen in der äußerlichen Veränderung ihrer Tochter (Marina Golbahari) hin zu einem Jungen eine doppelte Problemlösung. Der „Junge“ – er erhält den in arabischen Ländern häufigen, aber nach den Terroranschlägen am 11. September 2001 für westliche Zuschauer mit Terrorismus verknüpften Vornamen Osama – darf sie bei Gängen durch die Stadt „mitnehmen“, d. h. nun kann die Mutter evtl. Hausbesuche bei Patienten unternehmen. Und ein Junge darf auch bei anderen allein zur Arbeit gehen. Sie bittet einen Bekannten ihres gefallenen Mannes, das Mädchen unter dieser „Verkleidung“ zu beschäftigen und ihr Lebensmittel mitzugeben. Dieser Milchverkäufer zeigt „Osama“, wie Männer sich in der Moschee den Ritualen entsprechend verhalten müssen. In seinem Laden wird „Osama“, wie viele andere Jungen, von einem Taliban-Anhänger in eine Koranschule zwangsrekrutiert und soll auch an der Waffe als Talib ausgebildet werden. 
Als ein Mädchen unter Hunderten von Jungen sieht sie sich vielen Problemen gegenüber. Ein Junge, der Zuschauer kennt Espandi (Arif Herati) aus der Anfangsszene, hilft ihr. Eine eindrückliche Szene ist die Hammam-Stunde mit einem Mullah, der den Jungen die Reinheitswaschung des männlichen Geschlechtsteils erklären will. Schließlich kommt es zur Entlarvung („Also doch ein Mädchen“). Ein religiöser Richter verhängt dafür schließlich nicht die mögliche Todesstrafe, sondern verheiratet das Mädchen in einer Massenszene mit dem alten Mullah. Dieser nimmt sie mit sich. Er schließt sie quasi als „Haussklavin“ in sein Haus ein.

## Kritik
- Lexikon des internationalen Films: "In dichten, mitunter fast schon etwas zu ausgeklügelten Bildern beschreibt der Regisseur die Auswirkung der Schreckensherrschaft auf die Frauen, wobei er in der Hauptdarstellerin und anderen Laiendarstellern Personen gefunden hat, die ihre eigenen Erfahrungen auf beeindruckende Weise in den Film einbringen. Trotz des tragischen Finales verkündet der Film die unbezwingbare Hoffnung auf Veränderung und Freiheit."[2]

## Preise
- Golden Globe in der Kategorie "Bester Ausländischer Film", 2004
- Besondere Erwähnung der Goldenen-Kamera-Jury, Internationale Filmfestspiele von Cannes 2003
- Preis der französischen Arthouse-Kinos 2003
- Fellini-Medaille der UNESCO für Siddiq Barmak
- Sutherland Trophy am The Times bfi London Film Festival 2003
- Goldene Ähre auf der Semana Internacional de Cine de Valladolid 2003

## Rezensionen
- Frank Arnold: Interview mit Regisseur Siddiq Barmak. Das Mädchen Osama. In: Kölner Stadtanzeiger vom 13. Januar 2004
- Forum Goethe-Institut (Memento vom 2. März 2005 im Internet Archive) u. a. in Zusammenarbeit mit DELPHI Filmverleih, Volksbühne Berlin
- filmzentrale
- Institut für Kino und Filmkultur
- Verena Lueken: Schreie und Flüstern unter der Burka. In der FAZ vom 15. Januar 2004

## Postproduktion
Die DVD des Films enthält ein ausführliches Porträt von Marina Golbahari.